# کمال ریاض نوسیر
کمال ریاض نوسیر (انگلیسی: Kamal Riad Noseir؛ زادهٔ ۸ ژانویهٔ ۱۹۱۲) بازیکن بسکتبال اهل مصر بود.